# Regierung Jan Černý I
Die Regierung Jan Černý I war die vierte Regierung der Tschechoslowakei in der Zeit zwischen den Weltkriegen. Sie war vom 15. September 1920 bis zum 26. September 1921 im Amt.

## Kabinettsmitglieder
| Ressort                                                                            | Name                             | Amtszeit                                 |
| ---------------------------------------------------------------------------------- | -------------------------------- | ---------------------------------------- |
| Ministerpräsident                                                                  | Jan Černý                        | 15. September 1920 – 26. September 1921  |
| Außenminister                                                                      | Edvard Beneš                     | 15. September 1920 – 26. September 1921  |
| Innenminister                                                                      | Jan Černý                        | 15. September 1920 – 26. September 1921  |
| Finanzminister                                                                     | Karel Engliš (kommissarisch)     | 15. September 1920 – 21. März 1921       |
| Finanzminister                                                                     | Vladimír Hanačík                 | 0000021. März 1921 – 26. September 1921  |
| Minister für Bildung und Kultur                                                    | Josef Šusta                      | 15. September 1920 – 26. September 1921  |
| Verteidigungsminister                                                              | Otakar Husák                     | 15. September 1920 – 26. September 1921  |
| Justizminister                                                                     | Augustin Popelka                 | 15. September 1920 – 26. September 1921  |
| Minister für Industrie, Handel und Gewerbe                                         | Rudolf Hotowetz                  | 15. September 1920 – 26. September 1921  |
| Minister für die Eisenbahnen                                                       | Václav Burger                    | 15. September 1920 – 26. September 1921  |
| Minister für öffentliche Arbeiten                                                  | František Kovařík                | 15. September 1920 – 26. September 1921  |
| Landwirtschaftsminister                                                            | Vladislav Brdlík                 | 15. September 1920 – 26. September 1921  |
| Sozialminister                                                                     | Josef Gruber                     | 15. September 1920 – 26. September 1921  |
| Minister für Gesundheit und Sport                                                  | Ladislav Procházka               | 15. September 1920 – 26. September 1921  |
| Minister für Post und Telegraphie                                                  | Maxmilián Fatka                  | 15. September 1920 – 26. September 1921  |
| Minister für die Vereinheitlichung der Gesetze und die Organisation der Verwaltung | Vladimír Fajnor                  | 15. September 1920 – 26. September 1921  |
| Minister für die Verwaltung der Slowakei                                           | Martin Mičura                    | 15. September 1920 – 26. September 1921  |
| Minister für Ernährung                                                             | Leopold Průša                    | 15. September 1920 – 24. Januar 1921     |
| Minister für Ernährung                                                             | Vladislav Brdlík (kommissarisch) | 00024. Januar 1921 – 25. April 1921      |
| Minister für Ernährung                                                             | Ladislav Procházka               | 0000025. April 1921 – 26. September 1921 |
| Minister für Außenhandel                                                           | Rudolf Hotowetz (kommissarisch)  | 15. September 1920 – 26. September 1921  |